# Strophius bifasciatus
Strophius bifasciatus là một loài nhện trong họ Thomisidae.
Loài này thuộc chi Strophius. Strophius bifasciatus được Cândido Firmino de Mello-Leitão miêu tả năm 1940.